# Gran Bahama Oriental
Gran Bahama Oriental (en inglés: East Grand Bahama) es un distrito de las Bahamas, situado en la parte este de la isla de Gran Bahama.
La sede del gobierno local del distrito está en el establecimiento de High Rock, una ciudad bastante pequeña. Se sitúa aproximadamente 40 millas al este de la ciudad de Freeport, y a 20 millas de la ciudad de McLeans. Otros establecimientos de Gran Bahama Oriental incluyen Rocky Creek, Pelican Point, Gambier Point y Sweeting Cay.
Por muchos años la fuerza aérea de Estados Unidos mantuvo un misil en una estación cerca de High Rock. La estación ahora se utiliza como base de operaciones para un estudio de películas, entre las que se destaca la filmación de Piratas del Caribe. Los estudios de películas de Bahamas tienen uno de los recintos abiertos más grandes de agua en el mundo, junto con oficinas de producción e instalaciones de ayuda, tales como almacenes de la característica, talleres del guardarropa y otro espacio cubierto.
- Datos: Q2630334